# Empis concolor
Empis concolor är en tvåvingeart som beskrevs av George Henry Verrall 1872. Empis concolor ingår i släktet Empis och familjen dansflugor. Inga underarter finns listade i Catalogue of Life.